# Josef Brunner (Politiker, 1959)
Josef Brunner (* 16. August 1959 in Klösterle) ist ein österreichischer Politiker (FPÖ) und Versicherungskaufmann. Brunner war von 2009 bis 2014 Abgeordneter zum Vorarlberger Landtag. 

## Leben
Josef Brunner wurde am 16. August 1959 in der Klostertaler Gemeinde Klösterle als Sohn des Bahnrevisors Josef Brunner und seiner Frau Rosa Maria geboren. Er besuchte die 8-jährige Volksschule in Klösterle und absolvierte anschließend daran eine Lehre als Feinmechaniker bei der Firma Josef Martin in Braz, wo er auch die Gesellenprüfung ablegte. Nach Ableistung des Präsenzdienstes beim Österreichischen Bundesheer in Innsbruck und Absam war er in der Folge als Feinmechaniker-Geselle bei der Firma Josef Martin bis 1983 tätig. 
Anschließend absolvierte Josef Brunner eine Ausbildung zum Versicherungskaufmann am Wirtschaftsförderungsinstitut des Landes Vorarlberg in Dornbirn, wo er auch seine Lehrabschlussprüfung zum Versicherungskaufmann ablegte. Von 1984 bis 1987 war er Angestellter der Nürnberger Versicherung in Bregenz. Seit 1987 ist Josef Brunner als Versicherungskaufmann selbständig.
Josef Brunner ist geschieden, Vater zweier Kinder und lebt im Ortsteil Wald am Arlberg in Dalaas. 

## Politik
Seit 1988 ist Josef Brunner Parteimitglied der Freiheitlichen Partei Österreichs, wobei er im Jahr 2000 erstmals in die Gemeindevertretung von Dalaas gewählt wurde. Zeitgleich erfolgte auch Brunners Aufnahme in den Gemeindevorstand der Gemeinde sowie seine Wahl zum Ortsvorsteher von Wald am Arlberg. Alle drei Funktionen übte er bis 2002 und mit einer Unterbrechung von 2005 bis 2010 aus. Mitglied der Dalaaser Gemeindevertretung war er bis zur Gemeindevertretungswahl 2015. Parteiintern ist Josef Brunner seit Jänner 2000 zudem Ortsparteiobmann der FPÖ Dalaas und Mitglied der Bezirksparteileitung im Bezirk Bludenz. Außerdem ist er seit 2008 Bezirksparteiobmann der FPÖ.
Bei der Landtagswahl 2009 wurde Josef Brunner erstmals für die FPÖ als Abgeordneter zum Vorarlberger Landtag gewählt. In der 29. Legislaturperiode des Landtags war Brunner im freiheitlichen Landtagsklub Bereichssprecher für Arbeitnehmer, Abfallwirtschaft, Jagd und Konsumentenschutz. Bereits im Vorfeld der Landtagswahl 2014 kündigte Brunner an, nicht mehr für den Landtag zu kandidieren, und schied nach der Wahl aus diesem aus.